# Drosophila ovilongata
Drosophila ovilongata är en tvåvingeart som beskrevs av Gupta 1991. Drosophila ovilongata ingår i släktet Drosophila och familjen daggflugor.
Artens utbredningsområde är Indien.